# فرودگاه یوناگونی
فرودگاه یوناگونی (به انگلیسی: Yonaguni Airport) (به زبان بومی: Yonaguni Jima Airport) یک فرودگاه همگانی با کد یاتا OGN است که یک باند فرود آسفالت بتن دارد و طول باند آن ۲۰۰۰ متر است. این فرودگاه در کشور ژاپن قرار دارد .

## شرکت‌های هواپیمایی و مقصدهای پروازی

### مسافری
| شرکت‌های هواپیمایی                                | مقصدهای پروازی |
| ------------------------------------------------ | -------------- |
| ژاپن ترانس‌اوشن ایر                               | ایشیگاکی       |
| ژاپن ترانس‌اوشن ایر اجرا توسط Ryūkyū Air Commuter | ایشیگاکی، ناها |